# Hubert Marneffe
Pour les articles homonymes, voir Marneffe.
Hubert Michel Jules Marneffe est un médecin et biologiste français, né le 12 juin 1901 à Cherbourg, et mort le 15 octobre 1970 à Paris.

## Biographie
De 1920 à 1924, il est élève de l'École principale du service de santé de la marine à Bordeaux.  En 1924, il soutient une thèse de doctorat en médecine sur le rôle microbicide de la fluorescence. 
De 1926 à 1928, il dirige et réorganise l'Institut d'hygiène et de prophylaxie de la Guyane. Affecté à l'Institut Pasteur de Saïgon, en Indochine en 1929, il met au point, avec Louis Boëz, une méthode de traitement de la lèpre. En 1933, il est nommé chef du laboratoire de microbiologie et du service antirabique à l'Institut Pasteur de Lille. En 1934, il revient à Saïgon comme chef de laboratoire aux Instituts Pasteur. En 1938, il obtient l'agrégation et devient titulaire de la chaire d'épidémiologie et de microbiologie à l'École d'application du service de santé des troupes coloniales du Pharo à Marseille. En 1946, il prend la direction de l'Institut Pasteur à Saïgon. En 1956, il est promu chef de laboratoire à l'Institut Pasteur à Paris, puis sous-directeur en 1956. En 1967, il est nommé directeur général auprès des Instituts Pasteur d'Outre-mer. 
Il est membre du Conseil supérieur d'hygiène publique de France. Il meurt à 69 ans.

## Parcours
- Directeur de l'Institut d'hygiène et de prophylaxie de la Guyane (1926-1928).
- Directeur de l'Institut Pasteur de Saigon (1946-1949).
- Directeur des Instituts Pasteur d'Indochine (1946-1956).
- Chef de laboratoire (1956-1959), sous-directeur (1959-1966), puis directeur par intérim (1966) de l'Institut Pasteur, Paris.
- Expert de l'OMS pour les laboratoires de santé publique.
- Membre de l'Académie des sciences d'outre-mer (1953).

## Publications
- Aspects de la rhinite atrophique dite ozène au Ruanda-Urundi, 1959.
- Le Docteur Pierre Delbove (1903-1948), 1948.
- Recherches sur la répartition des groupes sanguins chez différentes races de l'Indochine du Nord, 1938.
- Infection naturelle de A. Hyreanus var. sinensis, dans le delta du fleuve rouge, avec H. Gaschen, 1937.
- Étude expérimentale d'un virus exanthématique isolé d'un cas de typhus, présentant la symptomatologie de la fièvre fluviale du Japon, 1932.
- Etude sur le parasitisme intestinal à Cayenne, avec V. Labernadie, 1930.
- Sur deux cas de névrite aiguë du cubital au cours de la lèpre, 1929.
- Érythème noueux chez une lépreuse en cours de traitement, 1929.
- Influence du traitement par les éthers éthyliques de Chaulmoogra sur la desquamation des éléments éruptifs de la lèpre, 1929.
- La fluorescence est-elle microbicide?, thèse pour le doctorat en médecine, par Hubert Marneffe, élève du Service de santé de la marine, 1924.
- Un cas de fièvre fluviale du Japon observé en Cochinchine, étude clinique et expérimentale, avec Souchard, Lieou et E. Vielle.